# Nizina Lombardzka
Nizina Lombardzka (wł.: Pianura Lombarda) – nizina w północnych Włoszech, w Lombardii, część Niziny Padańskiej. U podnóży Alp wznosi się na wysokość 300–400 m n.p.m., a w dolinie Padu na wysokość 20–50 m n.p.m. Zbudowana jest głównie z osadów aluwialnych. Główne miasto niziny to Mediolan.